# Serie GeForce 700
La serie GeForce 700 (estilizado como SERIE GEFORCE GTX 700) es una serie de unidades de procesamiento de gráficos desarrolladas por Nvidia. Si bien es principalmente una actualización de la microarquitectura Kepler (chips con nombre en código GK), algunas tarjetas usan Fermi (GF) y las tarjetas posteriores usan Maxwell (GM). Las tarjetas de la serie GeForce 700 se lanzaron por primera vez en 2013, comenzando con el lanzamiento de GeForce GTX Titan el 19 de febrero de 2013, seguido de GeForce GTX 780 el 23 de mayo de 2013. Los primeros chips móviles de la serie GeForce 700 se lanzaron en abril de 2013.

## Descripción general
GK110 fue diseñado y comercializado teniendo en cuenta el rendimiento computacional. Contiene 7.100 millones de transistores. Este modelo también intenta maximizar la eficiencia energética mediante la ejecución de tantas tareas como sea posible en paralelo de acuerdo con las capacidades de sus procesadores de transmisión.
Con GK110, se observan aumentos en el espacio de memoria y el ancho de banda tanto para el archivo de registro como para el caché L2 en comparación con los modelos anteriores. A nivel de SMX, el espacio de archivo de registro de GK110 ha aumentado a 256 KB compuesto por registros de 32 bits de 64 000, en comparación con los registros de 32 bits de 32 000 de Fermi que suman un total de 128 KB. En cuanto a la memoria caché L2, el espacio de memoria caché L2 de GK110 aumentó hasta 1,5 MB, el doble del tamaño de GF110. Tanto la caché L2 como el ancho de banda del archivo de registro también se han duplicado. También se mejora el rendimiento en escenarios con escasez de registros, ya que hay más registros disponibles para cada subproceso. Esto va de la mano con un aumento del número total de registros que cada subproceso puede abordar, pasando de 63 registros por subproceso a 255 registros por subproceso con GK110.
Con GK110, Nvidia también modificó la memoria caché de textura de la GPU para usarla para computación. Con un tamaño de 48 KB, en computación, la caché de texturas se convierte en una caché de solo lectura, que se especializa en cargas de trabajo de acceso a la memoria no alineadas. Además, se agregaron capacidades de detección de errores para que sea más seguro usarlo con cargas de trabajo que dependen de ECC.
La serie también es compatible con DirectX 12 en Windows 10.
Se agregó Dynamic Super Resolution (DSR) a las GPU Kepler con los controladores Nvidia más recientes.

## Arquitectura

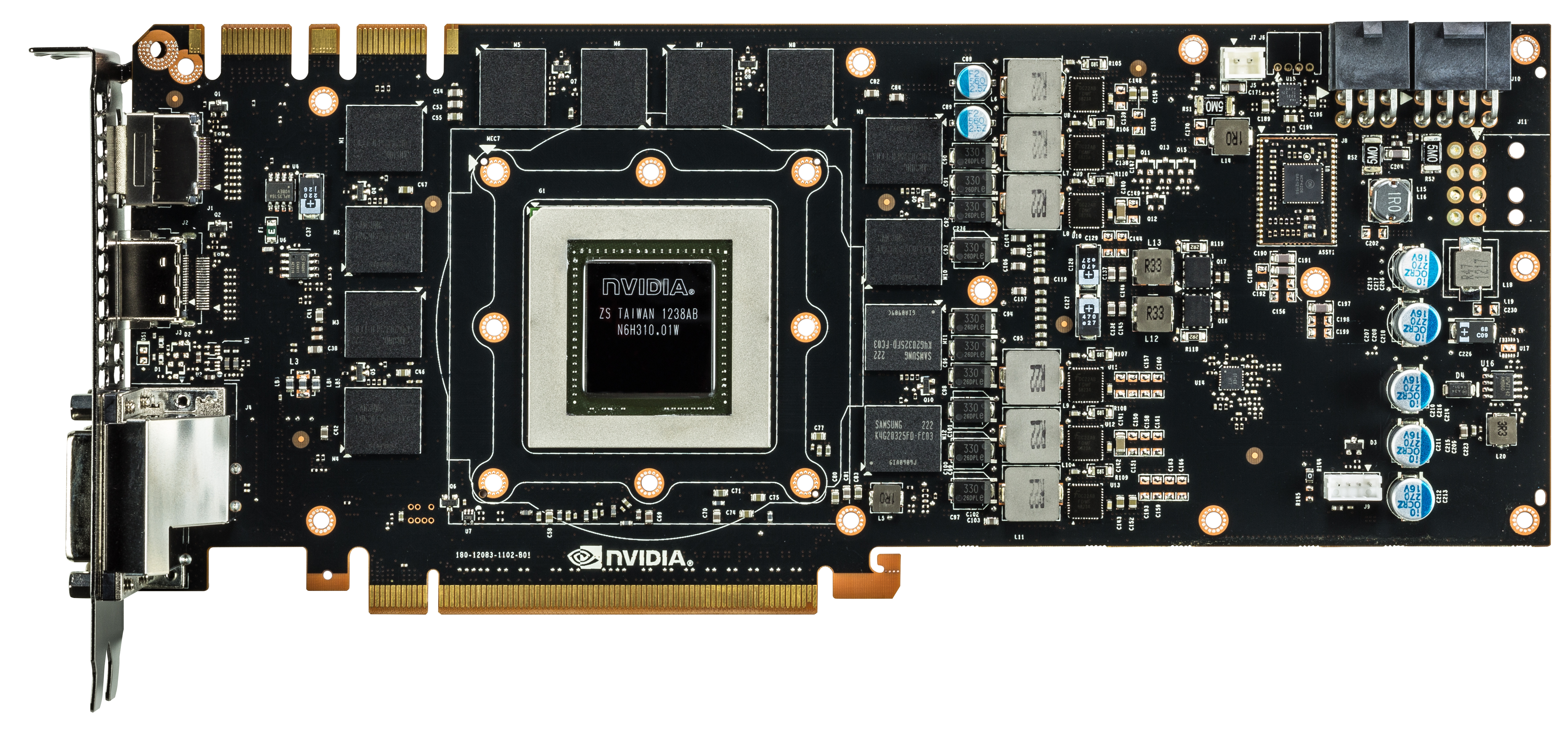
El PCB de una GTX 780.

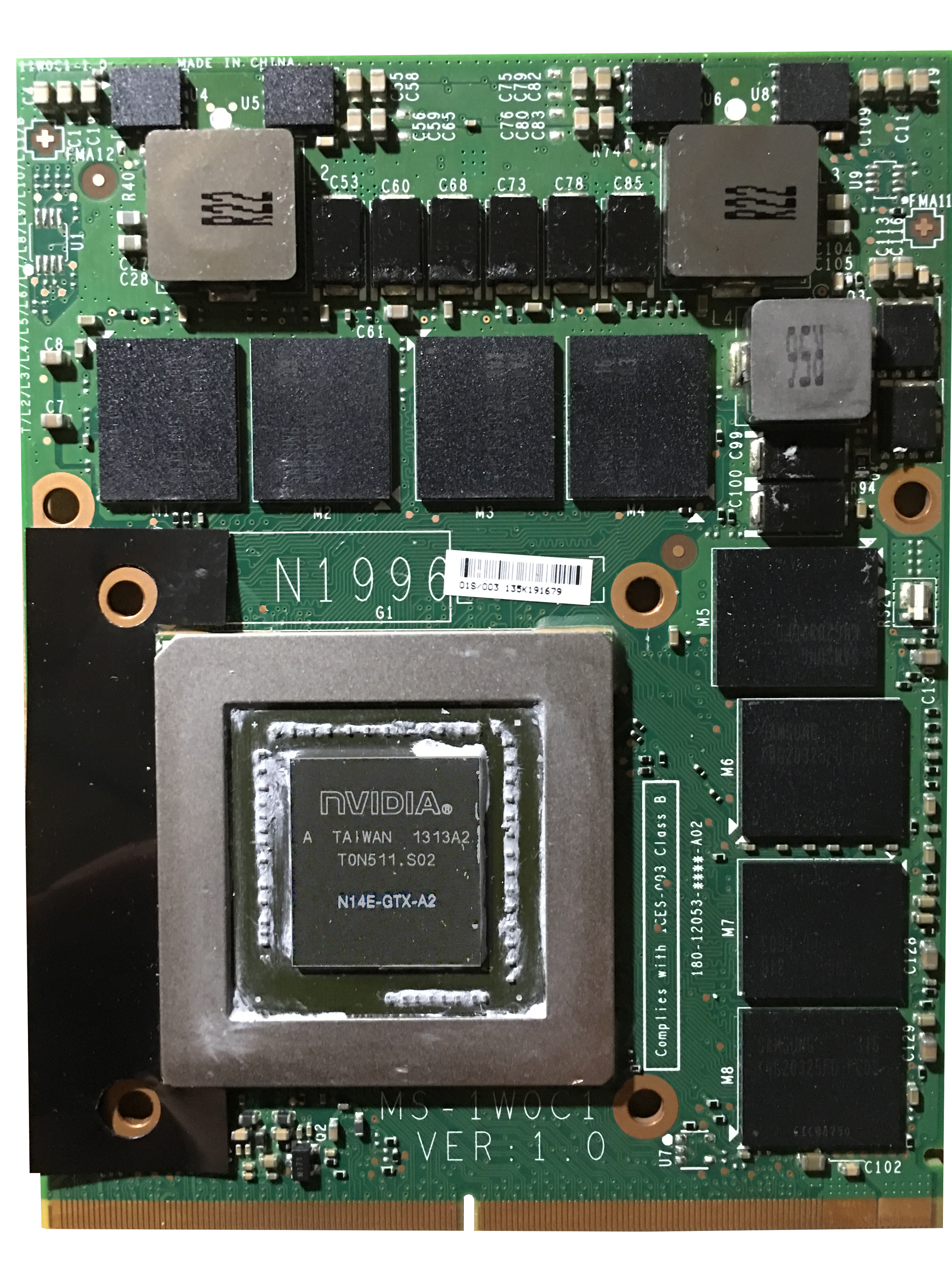
Una GPU GTX 780M con socket MXM.

La serie GeForce 700 contiene características de GK104 y GK110. Los miembros de la serie 700 basados en Kepler agregan las siguientes funciones estándar a la familia GeForce.
Derivado de GK104:
- Interfaz PCI Express 3.0
- DisplayPort 1.2
- Salida de vídeo HDMI 1.4a 4K x 2K
- Aceleración de video de hardware Purevideo VP5 (descodificación H.264 de hasta 4K x 2K)
- Bloque de aceleración de codificación de hardware H.264 (NVENC)
- Admite hasta 4 pantallas 2D independientes o 3 pantallas estereoscópicas/3D (NV Surround)
- Texturas sin encuadernación
- Impulso de GPU
- TXAA
- Fabricado por TSMC en un proceso de 28 nm

Nuevas características de GK110:
- Mejora de Compute Focus SMX
- Capacidad de cómputo CUDA 3.5
- Nuevas instrucciones aleatorias
- Paralelismo Dinámico
- Hyper-Q (reserva de funcionalidad MPI de Hyper-Q solo para Tesla)
- Unidad de Gestión de Red
- NVIDIA GPUDirect (Reserva de funcionalidad RDMA de GPU Direct solo para Tesla y Quadro)
- GPU-Boost 2.0

### Mejora de SMX de enfoque de cómputo
Con GK110, Nvidia optó por aumentar el rendimiento de cómputo. El mayor cambio con respecto a GK104 es que, en lugar de 8 núcleos FP64 CUDA dedicados, GK110 tiene hasta 64, lo que le da 8 veces el rendimiento FP64 de un GK104 SMX. El SMX también ve un aumento en el espacio para el archivo de registro. El espacio de archivo de registro ha aumentado a 256 KB en comparación con Fermi. La caché de texturas también se mejoró. Con un espacio de 48 KB, la caché de texturas puede convertirse en una caché de solo lectura para cargas de trabajo informáticas.

### Nuevas instrucciones aleatorias
En un nivel bajo, GK110 ve instrucciones y operaciones adicionales para mejorar aún más el rendimiento. Las nuevas instrucciones de reproducción aleatoria permiten que los subprocesos dentro de un warp compartan datos sin volver a la memoria, lo que hace que el proceso sea mucho más rápido que el método anterior de cargar/compartir/almacenar. Las operaciones atómicas también se revisan, acelerando la velocidad de ejecución de las operaciones atómicas y agregando algunas operaciones FP64 que anteriormente solo estaban disponibles para datos FP32.

### Hiper-Q
Hyper-Q amplía las colas de trabajo del hardware GK110 de 1 a 32. La importancia de esto es que tener una sola cola de trabajo significaba que Fermi podía estar infraocupado a veces, ya que no había suficiente trabajo en esa cola para llenar cada SM. Al tener 32 colas de trabajo, GK110 puede, en muchos escenarios, lograr una mayor utilización al poder poner diferentes flujos de tareas en lo que de otro modo sería un SMX inactivo. La naturaleza simple de Hyper-Q se ve reforzada por el hecho de que se asigna fácilmente a MPI, una interfaz de paso de mensajes común que se usa con frecuencia en HPC. Como los algoritmos heredados basados en MPI que se diseñaron originalmente para sistemas de CPU múltiples que se vieron obstaculizados por dependencias falsas, ahora tienen una solución. Al aumentar la cantidad de trabajos de MPI, es posible utilizar Hyper-Q en estos algoritmos para mejorar la eficiencia sin cambiar el código en sí.

### Compatibilidad con Microsoft DirectX
Las GPU Nvidia Kepler de la serie GeForce 700 son totalmente compatibles con DirectX 11.0.
Nvidia admite la API DX12 en todas las GPU de clase DX11 que ha enviado; estos pertenecen a las familias arquitectónicas Fermi, Kepler y Maxwell. 

### Paralelismo dinámico
La capacidad de paralelismo dinámico es para que los kernels puedan enviar otros kernels. Con Fermi, solo la CPU podía enviar un kernel, lo que genera cierta sobrecarga al tener que comunicarse con la CPU. Al dar a los núcleos la capacidad de enviar sus propios núcleos secundarios, GK110 puede ahorrar tiempo al no tener que volver a la CPU y, en el proceso, liberar la CPU para trabajar en otras tareas.

## Productos

### Serie GeForce 700 (7xx)
La serie GeForce 700 para arquitectura de escritorio. Se esperaba que con el tiempo se lanzaran productos más baratos y de menor rendimiento. Kepler admite funciones 11.1 con nivel de función 11_0 a través de la API de DirectX 11.1; sin embargo, Nvidia no habilitó cuatro funciones que no son de juegos en Hardware en Kepler (para 11_1).
| Modelo                  | Lanzamiento              | Nombre en clave | Fab (nm)   | Transistores (millones) | Tamaño del chip (mm2) | Interfaz del bus     | Cantidad de SMX | Config. del núcleo1 | Velocidad de reloj | Velocidad de reloj   | Velocidad de reloj  | Velocidad de reloj     | Tasa de relleno | Tasa de relleno | Memoria        | Memoria               | Memoria      | Memoria             | Versión de API soportada | Versión de API soportada | Versión de API soportada | Versión de API soportada | Poder de procesamiento (GFLOPS)2 | Poder de procesamiento (GFLOPS)2 | TDP (vatios) | Precio de lanzamiento (USD) |
| Modelo                  | Lanzamiento              | Nombre en clave | Fab (nm)   | Transistores (millones) | Tamaño del chip (mm2) | Interfaz del bus     | Cantidad de SMX | Config. del núcleo1 | Base (MHz)         | Turbo promedio (MHz) | Turbo máximo3 (MHz) | Memoria(MHz)           | Píxel (GP/s)    | Textura (GT/s)  | Tamaño (MB)    | Ancho de banda (GB/s) | Tipo de DRAM | Ancho del bus (bit) | Vulkan4                  | Direct3D5                | OpenGL                   | OpenCL                   | Simple                           | Doble                            | TDP (vatios) | Precio de lanzamiento (USD) |
| ----------------------- | ------------------------ | --------------- | ---------- | ----------------------- | --------------------- | -------------------- | --------------- | ------------------- | ------------------ | -------------------- | ------------------- | ---------------------- | --------------- | --------------- | -------------- | --------------------- | ------------ | ------------------- | ------------------------ | ------------------------ | ------------------------ | ------------------------ | -------------------------------- | -------------------------------- | ------------ | --------------------------- |
| GeForce GT 7056         | 27 de marzo de 2014      | GF119-300-A1    | TSMC 40 nm | 292                     | 79                    | PCIe 2.0 x16         | 1               | 48:8:4              | 810                |                      |                     | 898 (1796)             | 3.24            | 6.5             | 512 1024       | 14.4                  | DDR3         | 64                  | n/a                      | 12                       | 4.6                      | 1.1                      | 155.5                            | 19.4                             | 29           | OEM                         |
| GeForce GT 710          | 27 de marzo de 2014      | GK208-301-A1    | TSMC 28 nm | 1020                    | 79                    | PCIe 2.0 x8          | 1               | 192:16:8            | 823                |                      |                     | 900 (1800)             | 6.6             | 13.2            | 512            | 14.4                  | DDR3         | 64                  | 1.2                      | 12                       | 4.6                      | 1.2                      | 316.0                            | 13.2                             |              | OEM                         |
| GeForce GT 710          | 26 de enero de 2016      | GK208-203-B1    | TSMC 28 nm | 1020                    | 79                    | PCIe 2.0 x8, PCIe x1 | 1               | 192:16:8            | 954                |                      |                     | 900 (1800) 1253 (5010) | 7.6             | 15.3            | 1024 2048      | 14.4 40.0             | DDR3 GDDR5   | 64                  | 1.2                      | 12                       | 4.6                      | 1.2                      | 366                              | 15.3                             | 19           | $35–45                      |
| GeForce GT 720          | 27 de marzo de 2014      | GK208-201-B1    | TSMC 28 nm | 1020                    | 79                    | PCIe 2.0 x8          | 1               | 192:16:8            | 797                |                      |                     | 900 (1800) 1253 (5010) | 6.4             | 12.8            | 1024 2048      | 14.4 40.0             | DDR3 GDDR5   | 64                  | 1.2                      | 12                       | 4.6                      | 1.2                      | 306                              | 12.8                             | 19           | $49–59                      |
| GeForce GT 7307 8       | 18 de junio de 2014      | GK208-301-A1    | TSMC 28 nm | 1020                    | 79                    | PCIe 2.0 x8          | 2               | 384:16:8            | 902                |                      |                     | 900 (1800)             | 7.22            | 14.44           | 1024 2048 4096 | 14.4                  | DDR3         | 64                  | 1.2                      | 12                       | 4.6                      | 1.2                      | 692.7                            | 28.9                             | 23           | $69–79                      |
| GeForce GT 7307 8       | 18 de junio de 2014      | GK208-400-A1    | TSMC 28 nm | 1020                    | 79                    | PCIe 2.0 x8          | 2               | 384:16:8            | 902                |                      |                     | 1250 (5000)            | 7.22            | 14.44           | 1024 2048      | 40.0                  | GDDR5        | 64                  | 1.2                      | 12                       | 4.6                      | 1.2                      | 692.7                            | 28.9                             | 25           | $69–79                      |
| GeForce GT 7307 8       | 18 de junio de 2014      | GF108           | TSMC 40 nm | 585                     | 116                   | PCIe 2.0 x16         | 2               | 96:16:4             | 700                |                      |                     | 900 (1800)             | 2.8             | 11.0            | 1024 2048 4096 | 28.8                  | DDR3         | 128                 | n/a                      | 12                       | 4.6                      | 1.1                      | 268.8                            | 33.6                             | 49           | $69–79                      |
| GeForce GT 7409         | 29 de mayo de 2014       | GK107-425-A2    | TSMC 28 nm | 1270                    | 118                   | PCIe 3.0 x16         | 2               | 384:32:16           | 993                |                      |                     | 891 (1782)             | 15.9            | 31.8            | 1024 2048 4096 | 28.5                  | DDR3         | 128                 | 1.2                      | 12                       | 4.6                      | 1.2                      | 762.6                            | 31.8                             | 64           | $89–99                      |
| GeForce GT 7409         | 29 de mayo de 2014       | GK107-425-A2    | TSMC 28 nm | 1270                    | 118                   | PCIe 3.0 x16         | 2               | 384:32:16           | 993                |                      |                     | 1252 (5008)            | 15.9            | 31.8            | 1024 2048 4096 | 80.1                  | GDDR5        | 128                 | 1.2                      | 12                       | 4.6                      | 1.2                      | 762.6                            | 31.8                             | 64           | $89–99                      |
| GeForce GTX 745         | 18 de febrero de 2014    | GM107-220-A2    | TSMC 28 nm | 1870                    | 148                   | PCIe 3.0 x16         | 3               | 384:24:16           | 1033               |                      |                     | 900 (1800)             | 16.5            | 24.8            | 1024 4096      | 28.8                  | DDR3         | 128                 | 1.3                      | 12                       | 4.6                      | 1.2                      | 793.3                            | 24.8                             | 55           | OEM                         |
| GeForce GTX 750         | 18 de febrero de 2014    | GM107-300-A2    | TSMC 28 nm | 1870                    | 148                   | PCIe 3.0 x16         | 4               | 512:32:16           | 1020               | 1085                 | 1163                | 1250 (5000)            | 16.3            | 32.6            | 1024 2048 4096 | 80                    | GDDR5        | 128                 | 1.3                      | 12                       | 4.6                      | 1.2                      | 1044.5                           | 32.6                             | 55           | $119                        |
| GeForce GTX 750 Ti      | 18 de febrero de 2014    | GM107-400-A2    | TSMC 28 nm | 1870                    | 148                   | PCIe 3.0 x16         | 5               | 640:40:16           | 1020               | 1085                 | 1200                | 1350 (5400)            | 16.3            | 40.8            | 1024 2048 4096 | 86.4                  | GDDR5        | 128                 | 1.3                      | 12                       | 4.6                      | 1.2                      | 1305.6                           | 40.8                             | 60           | $149                        |
| GeForce GTX 760 192-bit | 17 de octubre de 2013    | GK104-200-KD-A2 | TSMC 28 nm | 3540                    | 294                   | PCIe 3.0 x16         | 6               | 1152:96:24          | 824                | 888                  | 889                 | 1450 (5800)            | 19.8            | 79.1            | 1536 3072      | 134.4                 | GDDR5        | 192                 | 1.2                      | 12                       | 4.6                      | 1.2                      | 1896.2                           | 79.0                             | 130          | OEM                         |
| GeForce GTX 760         | 25 de junio de 2013      | GK104-225-A2    | TSMC 28 nm | 3540                    | 294                   | PCIe 3.0 x16         | 6               | 1152:96:32          | 980                | 1033                 | 1124                | 1502 (6008)            | 31.410          | 94              | 2048 4096      | 192.3                 | GDDR5        | 256                 | 1.2                      | 12                       | 4.6                      | 1.2                      | 2257.9                           | 94.1                             | 170          | $249 ($219)                 |
| GeForce GTX 760 Ti11    | 27 de septiembre de 2013 | GK104           | TSMC 28 nm | 3540                    | 294                   | PCIe 3.0 x16         | 7               | 1344:112:32         | 915                | 980                  | 1084                | 1502 (6008)            | 29.3            | 102.5           | 2048           | 192.3                 | GDDR5        | 256                 | 1.2                      | 12                       | 4.6                      | 1.2                      | 2459.5                           | 102.5                            | 170          | OEM                         |
| GeForce GTX 770         | 30 de mayo de 2013       | GK104-425-A2    | TSMC 28 nm | 3540                    | 294                   | PCIe 3.0 x16         | 8               | 1536:128:32         | 1046               | 1085                 | 1130                | 1752.5 (7010)          | 33.5            | 134             | 2048 4096      | 224                   | GDDR5        | 256                 | 1.2                      | 12                       | 4.6                      | 1.2                      | 3213.3                           | 133.9                            | 230          | $399 ($329)                 |
| GeForce GTX 780         | 23 de mayo de 2013       | GK110-300-A1    | TSMC 28 nm | 7080                    | 561                   | PCIe 3.0 x16         | 12              | 2304:192:48         | 863                | 900                  | 1002                | 1502 (6008)            | 41.410          | 160.5           | 3072 6144      | 288.4                 | GDDR5        | 384                 | 1.2                      | 12                       | 4.6                      | 1.2                      | 3976.7                           | 165.7                            | 230          | $649 ($499)                 |
| GeForce GTX 780 Ti      | 7 de noviembre de 2013   | GK110-425-B1    | TSMC 28 nm | 7080                    | 561                   | PCIe 3.0 x16         | 15              | 2880:240:48         | 876                | 928                  | 1019                | 1752.5 (7010)          | 42.010          | 210.2           | 3072           | 336.5                 | GDDR5        | 384                 | 1.2                      | 12                       | 4.6                      | 1.2                      | 5045.7                           | 210.2                            | 230          | $699                        |
| GeForce GTX TITAN       | 21 de febrero de 2013    | GK110-400-A1    | TSMC 28 nm | 7080                    | 561                   | PCIe 3.0 x16         | 14              | 2688:224:48         | 837                | 876                  | 993                 | 1502 (6008)            | 40.2            | 187.5           | 6144           | 288.4                 | GDDR5        | 384                 | 1.2                      | 12                       | 4.6                      | 1.2                      | 4499.7                           | 1300 -1499.9                     | 230          | $999                        |
| GeForce GTX TITAN Black | 18 de febrero de 2014    | GK110-430-B1    | TSMC 28 nm | 7080                    | 561                   | PCIe 3.0 x16         | 15              | 2880:240:48         | 889                | 980                  | 1058                | 1752.5 (7010)          | 42.7            | 213.4           | 6144           | 336.5                 | GDDR5        | 384                 | 1.2                      | 12                       | 4.6                      | 1.2                      | 5120.6                           | 1706.9                           | 230          | $999                        |
| GeForce GTX TITAN Z     | 28 de mayo de 2014       | 2x GK110-350-B1 | TSMC 28 nm | 2x 7080                 | 2x 561                | PCIe 3.0 x16         | 2x 15           | 2x 2880:240:48      | 705                | 876                  |                     | 1752.5 (7010)          | 2x 33.8         | 2x 169          | 2x 6144        | 2x 336.5              | GDDR5        | 2x 384              | 1.2                      | 12                       | 4.5                      | 1.2                      | 5046x2                           | 1682x2                           | 375          | $2999                       |
| Modelo                  | Lanzamiento              | Nombre en clave | Fab (nm)   | Transistores (millones) | Tamaño del chip (mm2) | Interfaz del bus     | Cantidad de SMX | Config. del núcleo1 | Base (MHz)         | Turbo promedio (MHz) | Turbo máximo3 (MHz) | Memoria(MHz)           | Píxel (GP/s)    | Textura (GT/s)  | Tamaño (MB)    | Ancho de banda (GB/s) | Tipo de DRAM | Ancho del bus (bit) | Vulkan4                  | Direct3D5                | OpenGL                   | OpenCL                   | Simple                           | Doble                            | TDP (vatios) | Precio de lanzamiento (USD) |
| Modelo                  | Lanzamiento              | Nombre en clave | Fab (nm)   | Transistores (millones) | Tamaño del chip (mm2) | Interfaz del bus     | Cantidad de SMX | Config. del núcleo1 | Velocidad de reloj | Velocidad de reloj   | Velocidad de reloj  | Velocidad de reloj     | Tasa de relleno | Tasa de relleno | Memoria        | Memoria               | Memoria      | Memoria             | Versión de API soportada | Versión de API soportada | Versión de API soportada | Versión de API soportada | Poder de procesamiento (GFLOPS)2 | Poder de procesamiento (GFLOPS)2 | TDP (vatios) | Precio de lanzamiento (USD) |

- 1 Sombreadores unificados: Unidades de mapeo de textura: Unidades de salida de procesamiento
- 2 Para calcular la potencia de procesamiento, consulte Maxwell o Kepler.
- 3 El turbo máximo depende de la calidad ASIC. Por ejemplo, algunas GTX TITAN con más del 80 % de calidad ASIC pueden alcanzar los 1019 MHz de forma predeterminada, la calidad ASIC inferior será 1006 MHz o 993 MHz.
- 4 Maxwell admite la versión 1.3 de Vulkan, mientras que Kepler solo admite la versión 1.2 de Vulkan, Fermi no admite la API de Vulkan en absoluto.[22]
- 5 Kepler admite algunas funciones 11.1 opcionales en el nivel de función 11_0 a través de la API Direct3D 11.1, sin embargo, Nvidia no habilitó cuatro funciones que no son de juegos para calificar a Kepler para el nivel 11_1.[23][24]
- 6 La GeForce GT 705 (OEM) es una GeForce GT 610 renombrada, que a su vez es una GeForce GT 520 renombrada.
- 7 La GeForce GT 730 (DDR3, 64 bits) es una GeForce GT 630 renombrada (Rev. 2).
- 8 La GeForce GT 730 (DDR3, 128 bits) es una GeForce GT 630 (128 bits) renombrada.
- 9 La GeForce GT 740 (OEM) es una GeForce GTX 650 renombrada.
- 10 Como un Kepler GPC puede rasterizar 8 píxeles por reloj, las GPU GK110 totalmente habilitadas (780 Ti/TITAN Black) solo pueden generar 40 píxeles por reloj (5 GPC), a pesar de que 48 ROP y todas las unidades SMX están físicamente presentes. Para GTX 780 y GTX 760, son posibles múltiples configuraciones de GPC con diferente tasa de relleno de píxeles, dependiendo de qué SMX se desactivaron en el chip: 5/4 GPC o 4/3 GPC, respectivamente.
- 11 La GeForce GTX 760 Ti (OEM) es una GeForce GTX 670 renombrada.

### Serie GeForce 700M (7xxM)
Algunas implementaciones pueden usar diferentes especificaciones.
| Modelo           | Lanzamiento             | Nombre en clave | Fab (nm) | Interfaz del bus | Config. del núcleo1 | Velocidad de reloj | Velocidad de reloj | Velocidad de reloj | Tasa de relleno | Tasa de relleno | Memoria     | Memoria               | Memoria    | Memoria             | API support (ve Versión de API soportadarsion) | API support (ve Versión de API soportadarsion) | API support (ve Versión de API soportadarsion) | API support (ve Versión de API soportadarsion) | Poder de procesamiento (GFLOPS) | TDP (Vatios) | Notas            |
| Modelo           | Lanzamiento             | Nombre en clave | Fab (nm) | Interfaz del bus | Config. del núcleo1 | Núcleo (MHz)       | Sombreador (MHz)   | Memoria (MT/s)     | Píxel (GP/s)    | Textura (GT/s)  | Tamaño (MB) | Ancho de banda (GB/s) | Tipo       | Ancho del bus (bit) | DirectX                                        | OpenGL                                         | OpenCL                                         | Vulkan                                         | Poder de procesamiento (GFLOPS) | TDP (Vatios) | Notas            |
| ---------------- | ----------------------- | --------------- | -------- | ---------------- | ------------------- | ------------------ | ------------------ | ------------------ | --------------- | --------------- | ----------- | --------------------- | ---------- | ------------------- | ---------------------------------------------- | ---------------------------------------------- | ---------------------------------------------- | ---------------------------------------------- | ------------------------------- | ------------ | ---------------- |
| GeForce 705M     | 1 de junio de 2013      | GF1192          | 40 nm    | PCIe 2.0 x16     | 48:8:4              | 775                | 1550               | 1800               | 1.48            | 5.9             | up to 2048  | ?                     | DDR3       | 64                  | 12.0 (11_0)                                    | 4.6                                            | 1.1                                            | 1.3                                            | 141.7                           | 12           | Rebautizado 520M |
| GeForce 710M     | 1 de abril de 2013      | GF1172          | 28 nm    | PCIe 2.0 x16     | 96:16:4             | 775                | 1550               | 1800               | 3.1             | 12.4            | up to 2048  | 14.4                  | DDR3       | 64                  | 12.0 (11_0)                                    | 4.6                                            | 1.1                                            | 1.3                                            | 297.6                           | 15           |                  |
| GeForce GT 720M  | 1 de abril de 2013      | GF1172          | 28 nm    | PCIe 2.0 x16     | 96:16:4             | 800                | 1600               | 1600               | 2.5             | 10              | up to 2048  | 12.8                  | DDR3       | 64                  | 12.0 (11_0)                                    | 4.6                                            | 1.1                                            | 1.3                                            | 240                             | 33           |                  |
| GeForce GT 720M  | 25 de diciembre de 2013 | GK208           | 28 nm    | PCIe 2.0 x16     | 192:16:8            | 800                | 800                | 1600               | 2.9             | 11.5            | up to 2048  | 12.8                  | DDR3       | 64                  | 12.0 (11_0)                                    | 4.6                                            | 1.2                                            | 1.3                                            | 276                             | 33           |                  |
| GeForce GT 730M  | 1 de abril de 2013      | GK107           | 28 nm    | PCIe 3.0 x16     | 384:32:16           | 725                | 725                | 1800               | 5.8             | 23              | up to 2048  | 14.4 – 64.0           | DDR3 GDDR5 | 128                 | 12.0 (11_0)                                    | 4.6                                            | 1.1                                            | 1.3                                            | 552.2                           | 33           |                  |
| GeForce GT 730M  | 6 de marzo de 2014      | GK208           | 28 nm    | PCIe 2.0 x8      | 384:16:8            | 725                | 725                | 1800               | 5.8             | 11.5            | up to 2048  | 14.4 – 64.0           | DDR3 GDDR5 | 64                  | 12.0 (11_0)                                    | 4.6                                            | 1.1                                            | 1.3                                            | 552.2                           | 33           |                  |
| GeForce GT 735M  | 1 de abril de 2013      | GK208           | 28 nm    | PCIe 2.0 x8      | 384:32:8            | 889                | 889                | 2000               | 4.6             | 9.2             | up to 2048  | 16.0                  | DDR3       | 64                  | 12.0 (11_0)                                    | 4.6                                            | 1.2                                            | 1.3                                            | 441.6                           | 33           |                  |
| GeForce GT 740M  | 1 de abril de 2013      | GK107           | 28 nm    | PCIe 3.0 x16     | 384:32:16           | 810-1033           | 810-1033           | 1800/3600          | 6.48            | 25.9            | up to 2048  | 14.4 – 57.6           | DDR3 GDDR5 | 128                 | 12.0 (11_0)                                    | 4.6                                            | 1.1                                            | 1.3                                            | 622.1                           | 45           |                  |
| GeForce GT 740M  | 20 de junio de 2013     | GK208           | 28 nm    | PCIe 3.0 x8      | 384:16:8            | 980-1033           | 980-1033           | 1800/3600          | 7.84            | 15.7            | up to 2048  | 14.4 – 57.6           | DDR3 GDDR5 | 64                  | 12.0 (11_0)                                    | 4.6                                            | 1.2                                            | 1.3                                            | 752.6                           | 33           |                  |
| GeForce GT 745M  | 1 de abril de 2013      | GK107           | 28 nm    | PCIe 3.0 x16     | 384:32:16           | 837                | 837                | 2000 – 5000        | 4.39            | 17.6            | up to 2048  | 32.0 – 80.0           | DDR3 GDDR5 | 128                 | 12.0 (11_0)                                    | 4.6                                            | 1.2                                            | 1.3                                            | 642.8                           | 45           |                  |
| GeForce GT 750M  | 1 de abril de 2013      | GK107           | 28 nm    | PCIe 3.0 x16     | 384:32:16           | 967                | 967                | 2000 – 5000        | 7.53            | 30.1            | up to 4096  | 32 – 80               | DDR3 GDDR5 | 128                 | 12.0 (11_0)                                    | 4.6                                            | 1.1                                            | 1.3                                            | 722.7                           | 50           |                  |
| GeForce GT 755M  | Desconocido             | GK107           | 28 nm    | PCIe 3.0 x16     | 384:32:16           | 1020               | 1020               | 5400               | 15.7            | 31.4            | up to 2048  | 86.4                  | GDDR5      | 128                 | 12.0 (11_0)                                    | 4.6                                            | 1.1                                            | 1.3                                            | 752.6                           | 50           |                  |
| GeForce GTX 760M | 30 de mayo de 2013      | GK106           | 28 nm    | PCIe 3.0 x16     | 768:64:16           | 657                | 657                | 4008               | 10              | 40.2            | 2048        | 64.1                  | GDDR5      | 128                 | 12.0 (11_0)                                    | 4.6                                            | 1.1                                            | 1.3                                            | 964.6                           | 55           |                  |
| GeForce GTX 765M | 30 de mayo de 2013      | GK106           | 28 nm    | PCIe 3.0 x16     | 768:64:16           | 850                | 850                | 4008               | 12.8            | 51              | 2048        | 64.1                  | GDDR5      | 128                 | 12.0 (11_0)                                    | 4.6                                            | 1.2                                            | 1.3                                            | 1224                            | 75           |                  |
| GeForce GTX 770M | 30 de mayo de 2013      | GK106           | 28 nm    | PCIe 3.0 x16     | 960:80:24           | 811                | 811                | 4008               | 14.1            | 56.5            | 3072        | 96.2                  | GDDR5      | 192                 | 12.0 (11_0)                                    | 4.6                                            | 1.2                                            | 1.3                                            | 1356                            | 75           |                  |
| GeForce GTX 780M | 30 de mayo de 2013      | GK104           | 28 nm    | PCIe 3.0 x16     | 1536:128:32         | 823                | 823                | 5000               | 24.7            | 98.7            | 4096        | 160.0                 | GDDR5      | 256                 | 12.0 (11_0)                                    | 4.6                                            | 1.2                                            | 1.3                                            | 2369                            | 100          |                  |

- 1 Sombreadores unificados: Unidades de mapeo de textura: Unidades de salida de procesamiento
- 2 Carece de codificador de video de hardware

## Soporte discontinuado
Nvidia anunció que después de la versión 390.x de los controladores, ya no lanzará controladores de 32 bits para sistemas operativos de 32 bits.
Nvidia anunció que las GPU para portátiles Kepler pasarán al soporte heredado a partir de abril de 2019 y serán compatibles hasta abril de 2020. Todas las GPU para portátiles de la familia 7xxM se ven afectadas por este cambio.
Nvidia anunció que después de la versión 470 de los controladores, haría la transición del soporte de controladores para los sistemas operativos Windows 7 y Windows 8.1 al estado heredado y continuaría brindando actualizaciones de seguridad críticas para estos sistemas operativos hasta septiembre de 2024.
Nvidia anunció que todas las GPU de escritorio Kepler restantes pasarían al soporte heredado a partir de septiembre de 2021 en adelante y serían compatibles con actualizaciones de seguridad críticas hasta septiembre de 2024. Las Nvidia GeForce GTX 745, 750 y 750 Ti de la familia de GPU de escritorio 7xx no se verán afectadas por este cambio.
En Windows, el último controlador que es totalmente compatible con CUDA con capacidad de cómputo de 64 bits 3.5 para Kepler en Windows 7 y Windows 8.1 de 64 bits es 388.71, probado con las últimas CUDA-Z y GPU-Z, después de ese controlador, el CUDA de 64 bits el soporte se rompe para GeForce 700 series GK110 con arquitectura Kepler.
El último controlador en el que la detección del tipo de monitor funciona correctamente en Windows XP es 352.86.